# Triaenodes imakus
Triaenodes imakus är en nattsländeart som beskrevs av Gibbs 1973. Triaenodes imakus ingår i släktet Triaenodes och familjen långhornssländor. Inga underarter finns listade i Catalogue of Life.